# Tesoro di Traprain Law

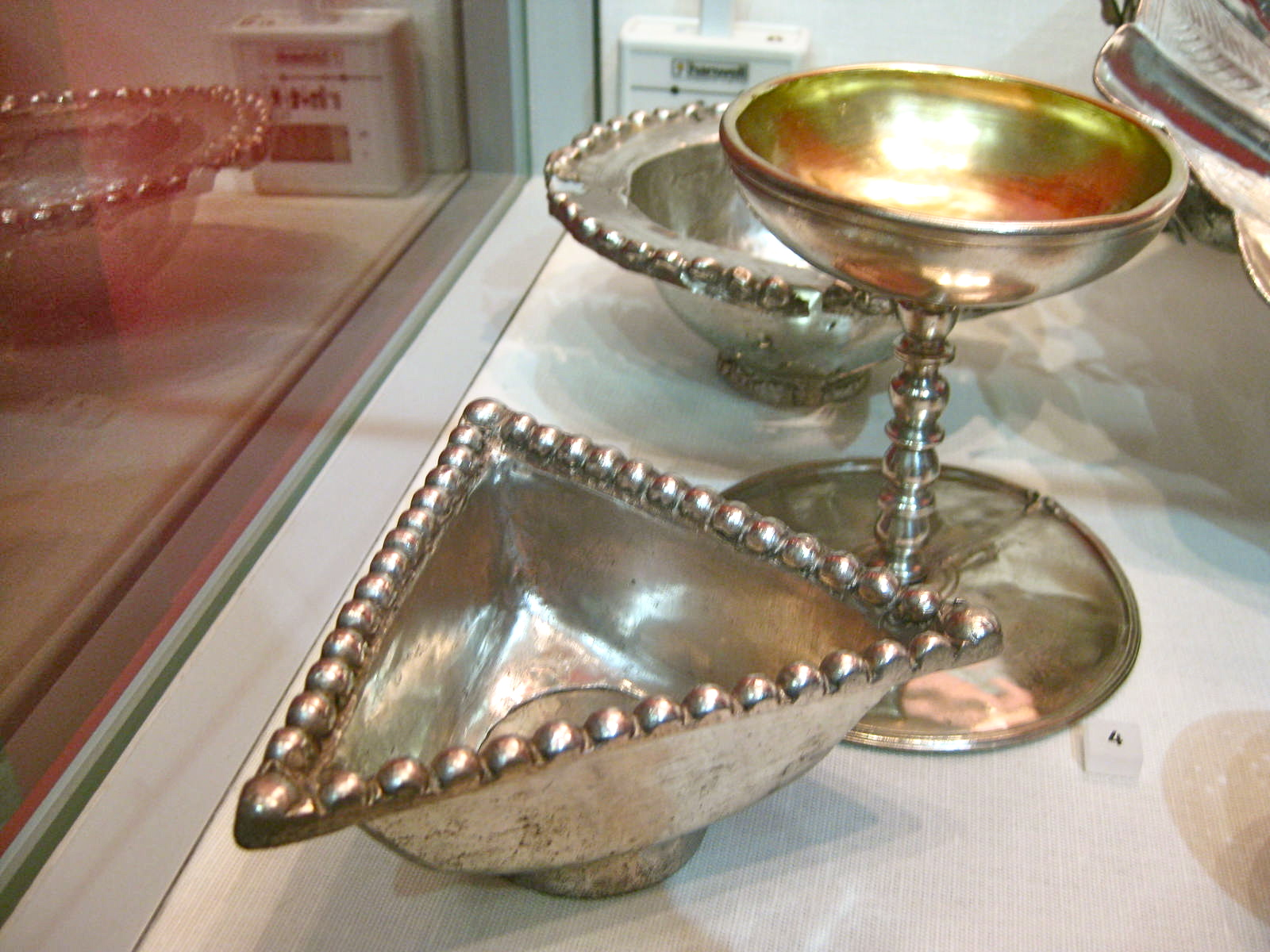

Il tesoro di Traprain Law (in inglese: Traprain Treasure) è un importante deposito di argenteria di epoca romana, risalente al V secolo e ritrovato a Traprain Law, in Scozia. È composto da circa 24 kg di argenteria fatta per lo più a pezzi, oltre a cinque monete – una dell'imperatore Valente, tre dell'imperatore Arcadio e una dell'imperatore Onorio – e ai resti dell'uniforme di un ufficiale romano. Il tesoro fu scoperto nel 1919 da A.O. Curle e J.E. Cree durante gli scavi dell'oppidum situato sulla collina di Traprain Law, nascosto in una fossa all'interno dell'insediamento. Sono oggi conservati al Museo Nazionale di Scozia.

## Origine
La qualità di alcuni pezzi del tesoro suggerisce che siano stati prodotto a Roma, Ravenna o persino Antiochia o Costantinopoli; alcuni dei pezzi sono riconducibili al culto cristiano.
Si riteneva originariamente che gli oggetti fossero stati riportati in Scozia a seguito di un'incursione all'estero, e che fossero poi stati fatti a pezzi per essere divisi. Successivi ritrovamenti, come quello di Mildenhall, hanno mostrato che argenteria di questa qualità era certamente in uso nella Britannia romana. Si è quindi suggerito che l'origine del tesoro fosse un'incursione dei Votadini al di là del Vallo di Adriano o che fosse un pagamento di mercenari, e che l'argento sia stato fatto a pezzi in assenza di un numero sufficiente di monete.

## Gallery

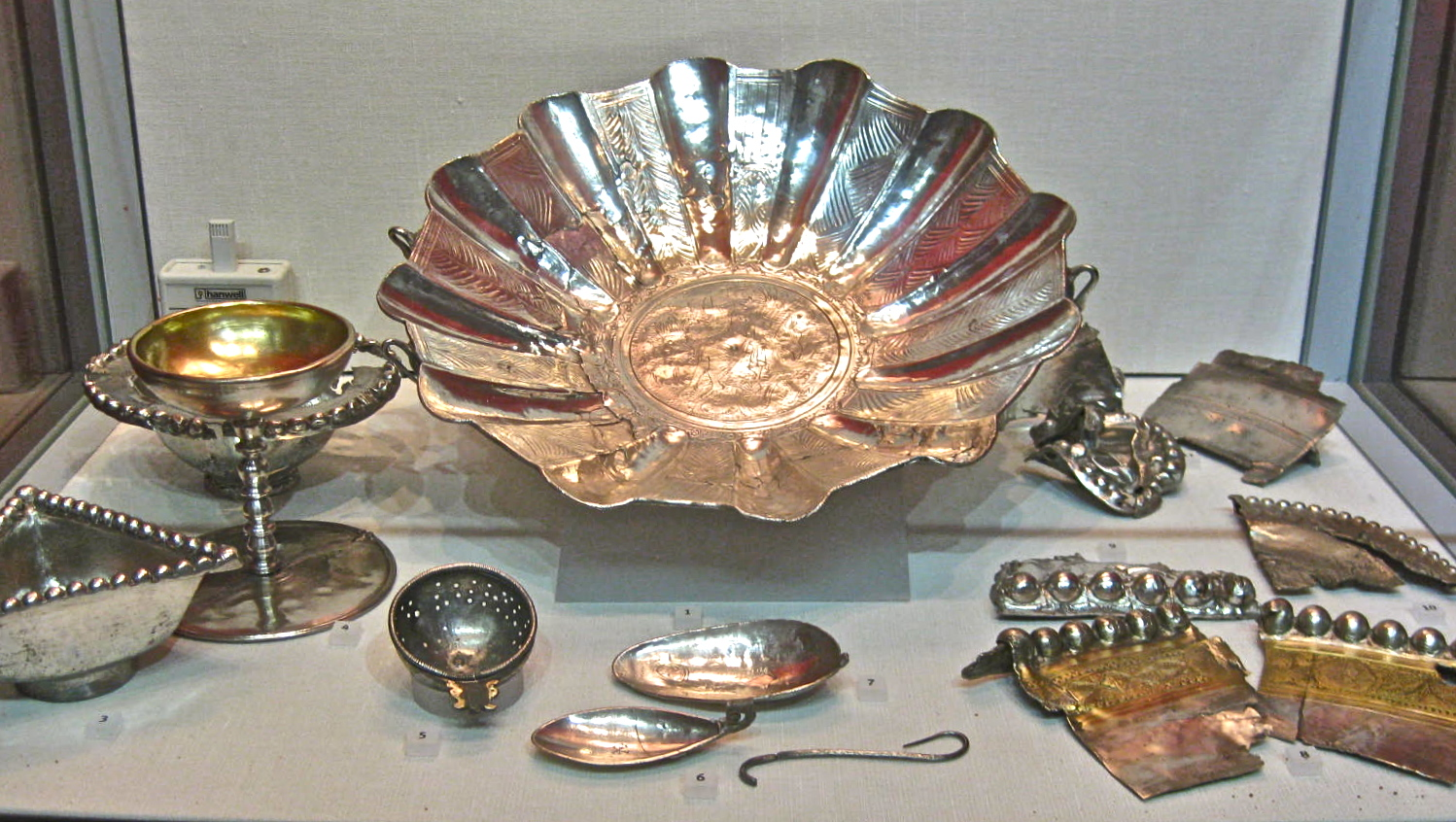
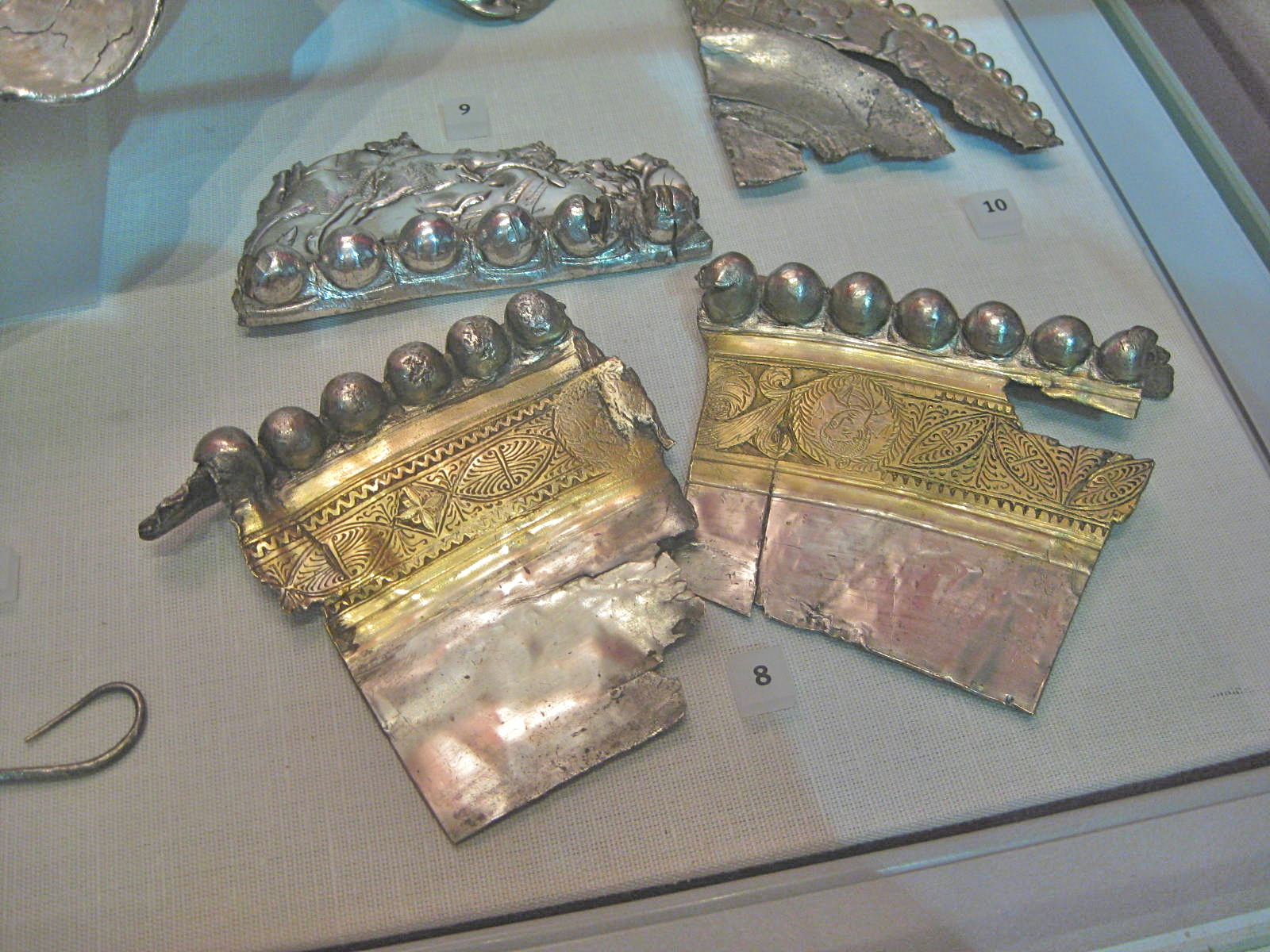
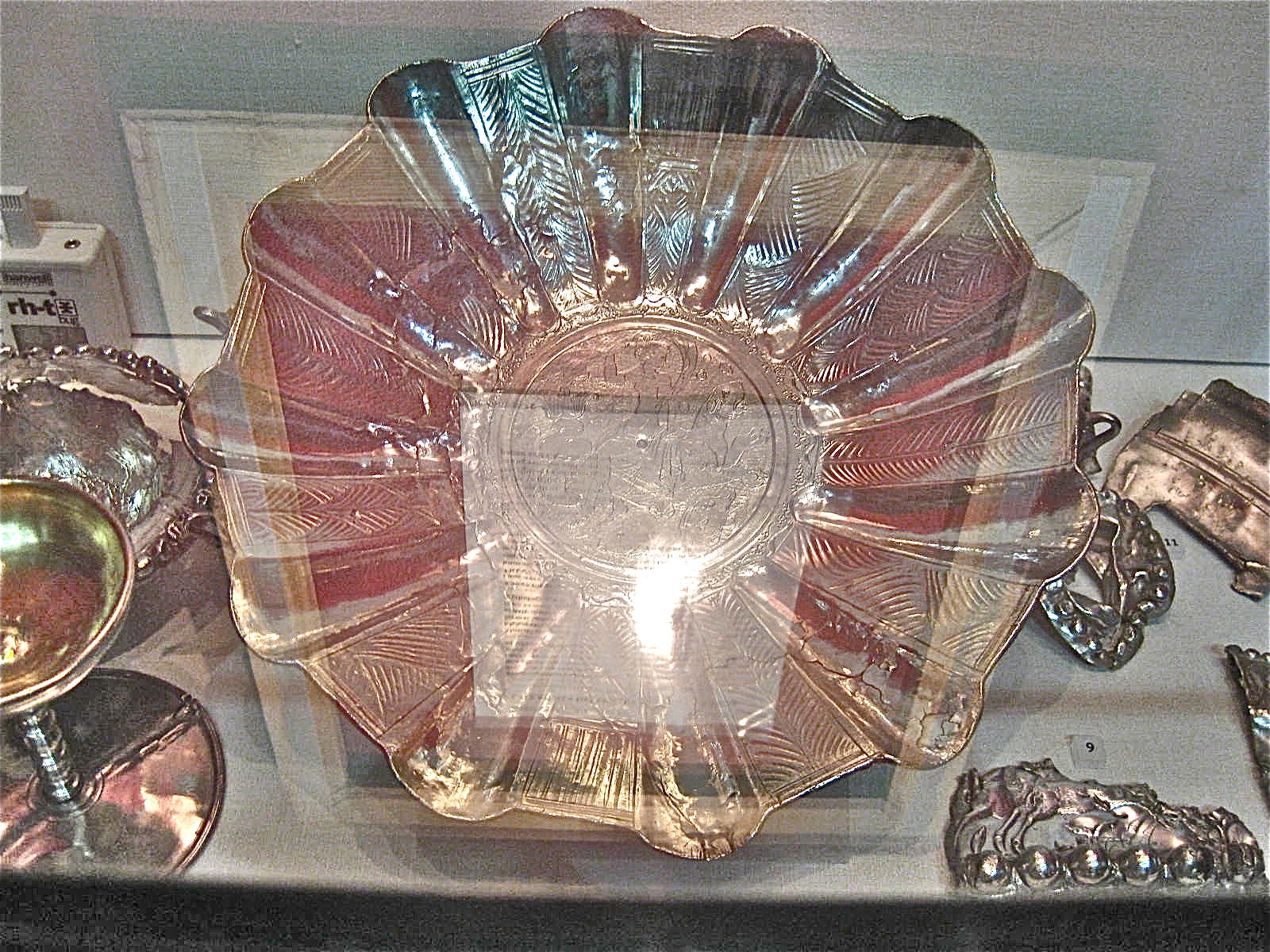
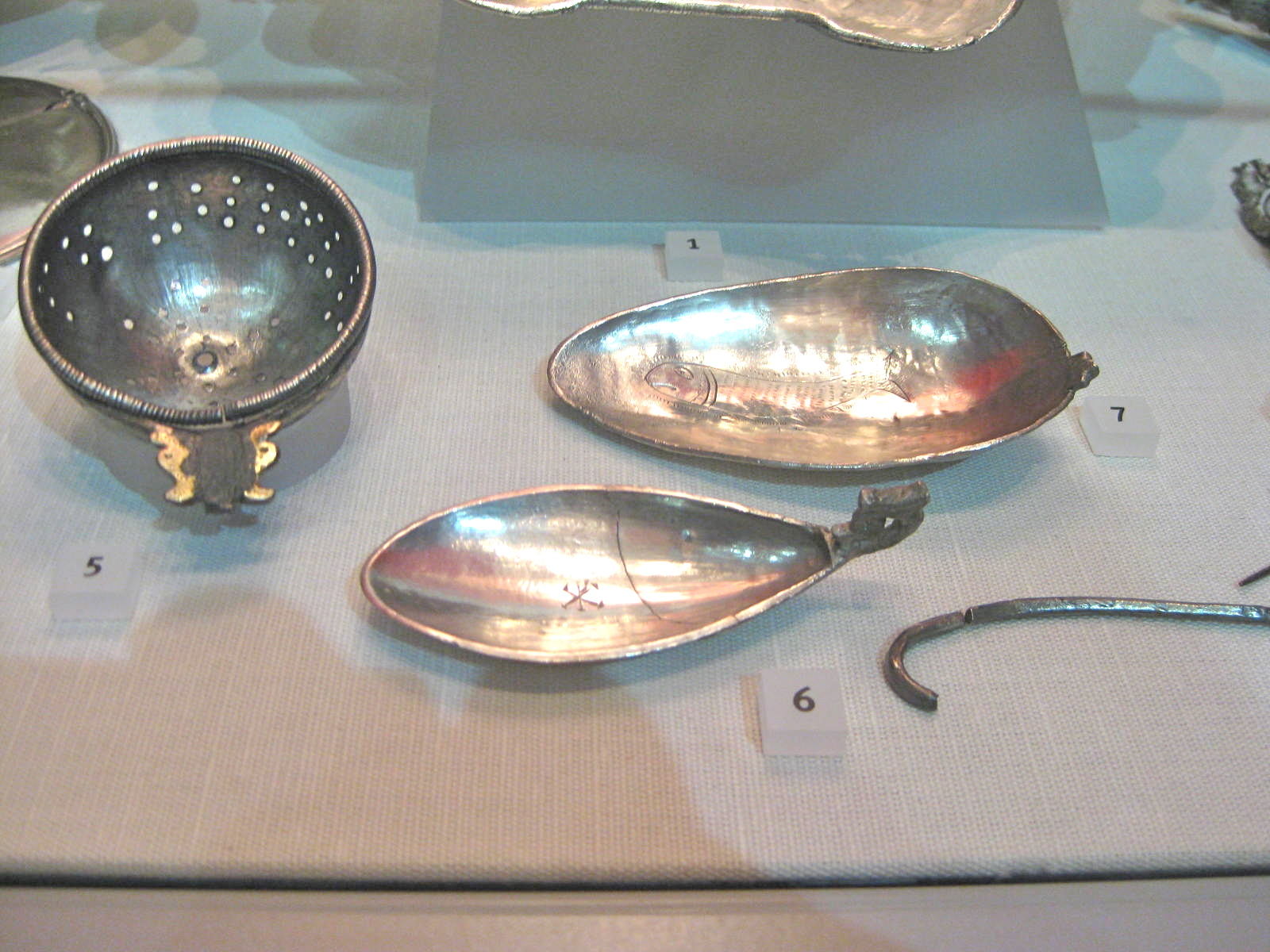